# Log pri Žužemberku
Log pri Žužemberku je naselje u slovenskoj Općini Trebnju. Log pri Žužemberku se nalazi u pokrajini Dolenjskoj i statističkoj regiji Jugoistočnoj Sloveniji. 

## Stanovništvo
Prema popisu stanovništva iz 2002. godine naselje je imalo 9 stanovnika.